# In der Arche ist der Wurm drin
In der Arche ist der Wurm drin (Stowaways on the Ark nos Estados Unidos/no Reino Unido e A Arca da Fuzarca no Brasil) é um filme animado de 1988 dirigido e escrito por Wolfgang Urchs. Foi distribuído por United International Pictures em Alemanha, Harmony Gold nos Estados Unidos, e Mundo Mágico no Brasil.

## Sinopse
Enquanto Noé está cumprindo um plano para construir a sua arca, muitos incidentes ocorrem. Durante esse período, Willie, a minhoca e sua família, são suspeitos de mastigar a arca. No entanto, Willie afirma ser inocente, liderando uma busca pelo verdadeiro culpado.